# Eric Lund
Eric Lund, född 21 oktober 1852 i Mora socken, död 18 januari 1933 i San Diego, var en svenskamerikansk missionär och författare.
Eric Lund var son till bonden Lund Anders Andersson. Han växte upp i ett fattigt småbrukarhem som påverkats av väckelserörelserna under 1800-talet och efter att ha blivit omvänd vid 16 års ålder beslutade han sig för att bli hednamissionär. 1871–1872 genomgick han Kristinehamns missionsskola, vars föreståndare Andreas Fernholm förmådde honom att ägna sin ovanliga språkbegåvning åt att studera spanska. En liknande övertygelse i dopfrågan fick Lund att närma sig baptisterna och under sin elevtid vid Betelseminariet 1872–1875 anslöt han sig 1873 till Svenska Baptistsamfundet. För vidare utbildning deltog Lund i undervisningen vid Harley College i London 1876–1877. 1877 reste han till Spanien, där ha upptog missionsarbetet under svåra förhållanden utifrån den politiskt-religiösa situationen. Eter en kort vistelse i Sverige 1880 reste han åter till Spanien som Svenska Baptistsamfundets förste missionär men övergick efter två år till den av Amerikanska baptistmissionssällskapet ledda spanska missionen med centrum i Barcelona. Då arbetet där hade föga framgång, kallade Lund 1900 till ledare för sällskapets mission på Filippinerna. Här hade han stora framgångar, och hans bibelöversättningar till flera filippinska språk bland annat panayanska präglades av anpassning till folkens föreställningsvärld och språkliga nyanser. De kom länge att brukas inom missionsfältet där. Han lät även utge en tidning på landets språk. Från 1912 var Lund bosatt i USA, först i Los Angeles och därefter från 1924 i San Diego. Han ägnade sig under denna tid främst åt författarverksamhet. Han deltog i upprättandet av The Northenrn Baptist Theological Seminary i Chicago 1913 och redigerade en till predikanters hjälp utgiven publikation, Revista Homiletica. Som bokstavstroende understödde han den konservativa kampen mot modern bibelkritik. 1912 blev han teologie hedersdoktor 1932 filosofie hedersdoktor. Bland Lunds skrifter märks Baptistsamfundets hednamissioner (1887–1901).